# Harald Birkenkamp

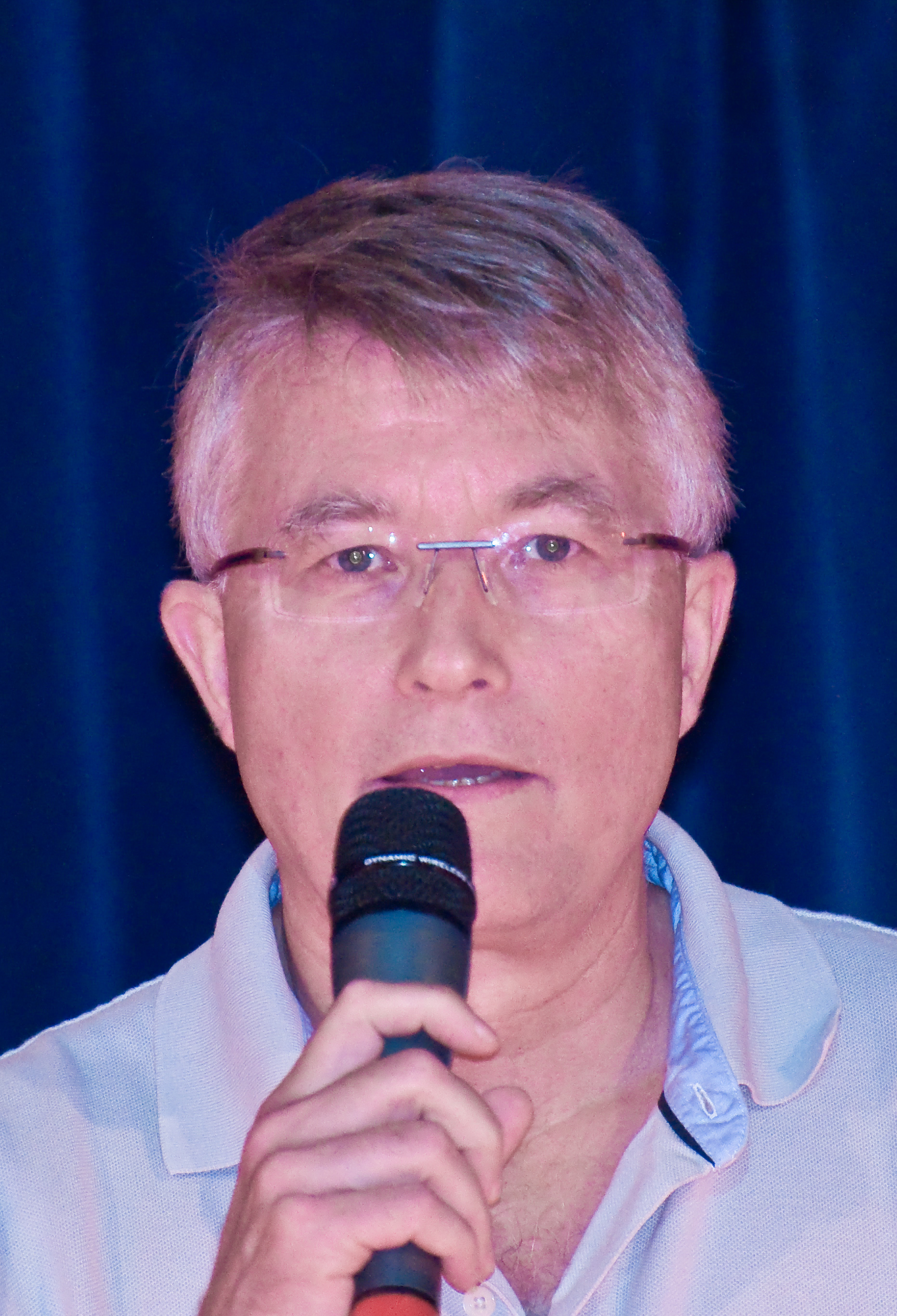
Harald Birkenkamp im Jahr 2009

Harald Birkenkamp (* 17. März 1950 in Mettmann) ist ein deutscher Politiker; er war vom 14. Oktober 2004 bis zum 31. Mai 2014 Bürgermeister der Stadt Ratingen.

## Leben und Werdegang
Nach der Ausbildung bei der Stadtverwaltung Mettmann zum Diplom-Verwaltungswirt (FH) und verschiedenen Tätigkeiten im Finanzdezernat wurde er im Jahr 1977 Leiter der Kämmerei. Im Jahr 1989 wurde er Beigeordneter und Kämmerer der Stadt Hilden. Am 1. August 1996 wurde er in die gleiche Position bei der Stadt Ratingen gewählt.
Er war von 1986 bis 2003 Mitglied der CDU, bevor er sich im Jahr 2004 der neugegründeten Bürger-Union Ratingen anschloss und deren Kandidat für die Direktwahl zum Bürgermeister wurde.
Bei den Kommunalwahlen im Jahr 2004 setzte er sich am 10. Oktober 2004 im zweiten Wahlgang mit 57,0 % der Stimmen gegen den Kandidaten der CDU und amtierenden Ratinger Bürgermeister Wolfgang Diedrich durch. Seit dem 14. Oktober 2004 war er hauptamtlicher Bürgermeister der Stadt Ratingen. Bei den Kommunalwahlen 2009 wurde er mit 57,0 % der Stimmen im Amt bestätigt. Sein Nachfolger wurde Klaus Konrad Pesch, ein Gemeinschaftskandidat von CDU, SPD, FDP und Grünen.
Er war Mitglied des Aufsichtsrates der Stadtwerke Ratingen, im Verwaltungsrat der Sparkasse Hilden-Ratingen-Velbert sowie Aufsichtsratsvorsitzender der Ratingen Marketing GmbH. Gleichzeitig gehörte er verschiedenen Gremien des GVV-Kommunalversicherung sowie des Städte- und Gemeindebundes Nordrhein-Westfalen an.
Birkenkamp ist verheiratet und hat eine Tochter.